# Grêmio Esportivo Brasil (Novo Hamburgo)
O Grêmio Esportivo Brasil (Novo Hamburgo) é um clube de futebol brasileiro da cidade de Novo Hamburgo, no estado do Rio Grande do Sul. Suas cores são o vermelho e o preto.

surgiu após o Grêmio Esportivo Hamburguês trocar de nome,pois o Brasil proibiu o uso de nomes germânicos
na Segunda Guerra Mundial,foi de 1942 até 1945.